# Liste der Präsidenten des Magnatenhauses

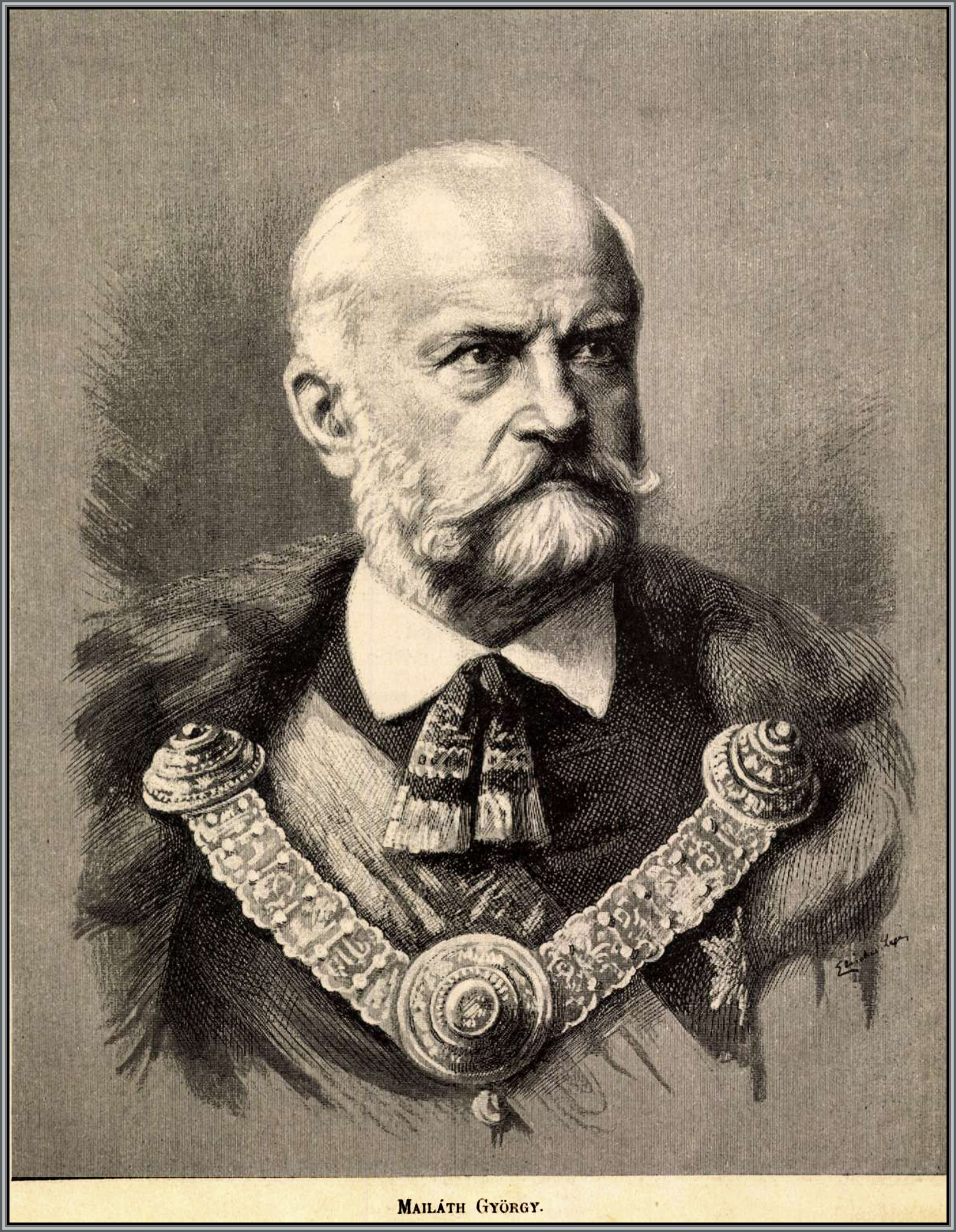
György Majláth, längsdienender Präsident

Diese Liste umfasst alle Präsidenten des Magnatenhauses im ungarischen Landtag, ab 1867 Reichstag.

## Liste
| Nr.                    | Bild | Name (Lebensdaten)                      | Partei              | Amtszeit                               |
| ---------------------- | ---- | --------------------------------------- | ------------------- | -------------------------------------- |
| 1                      |      | György Mailáth der Ältere (1786–1861)   | Konservative Partei | 25. Juni – 31. Dezember 1848           |
| 2                      |      | Baron Zsigmond Perényi (1783–1848)      | Oppositionspartei   | 1. Januar – 11. August 1849            |
| 1848–1861 kein Landtag |      |                                         |                     |                                        |
| 3                      |      | Graf György Apponyi (1808–1899)         | Konservative Partei | 6. April – 22. August 1861             |
| 1861–1865 kein Landtag |      |                                         |                     |                                        |
| 4                      |      | Baron Pál Sennyey (1824–1888)           | Deák Partei         | 9. Dezember 1865 – 22. März 1867       |
| 5                      |      | György Mailáth der Jüngere (1818–1883)  | Konservative Partei | 22. März 1867 – 29. März 1883 (†)      |
| 6                      |      | Graf László Szőgyény-Marich (1806–1893) | Liberale Partei     | 25. Mai 1883 – 7. Dezember 1884        |
| (4)                    |      | Baron Pál Sennyey (1824–1888)           | –                   | 16. Dezember 1884 – 3. Januar 1888 (†) |
| 7                      |      | Baron Miklós Vay (1802–1894)            | –                   | 17. Januar 1888 – 13. Mai 1894         |
| 8                      |      | József Szlávy (1818–1900)               | Liberale Partei     | 16. September 1894 – 3. Oktober 1896   |
| 9                      |      | Vilmos Tóth (1832–1898)                 | Liberale Partei     | 22. November 1896 – 14. Juni 1898 (†)  |
| 10                     |      | Graf Tibor Károlyi (1843–1904)          | Liberale Partei     | 17. Juni 1898 – 2. Oktober 1900        |
| 11                     |      | Graf Albin Csáky (1841–1912)            | Liberale Partei     | 2. Oktober 1900 – 19. Februar 1906     |
| 12                     |      | Graf Aurél Dessewffy (1846–1928)        | –                   | 17. Mai 1906 – 10. Februar 1910        |
| (11)                   |      | Graf Albin Csáky (1841–1912)            | Liberale Partei     | 18. Juni 1910 – 21. September 1912     |
| 13                     |      | Baron Sámuel Jósika (1843–1915)         | Liberale Partei     | 21. September 1912 – 19. Juni 1917     |
| 14                     |      | Graf Endre Hadik-Barkóczy (1862–1931)   | Verfassungspartei   | 19. Juni 1917 – 22. Juni 1918          |
| 15                     |      | Baron Gyula Wlassics (1852–1937)        | Verfassungspartei   | 22. Juni – 16. November 1918           |